# Araneus chiaramontei
Araneus chiaramontei là một loài nhện trong họ Araneidae.
Loài này thuộc chi Araneus. Araneus chiaramontei được Lodovico di Caporiacco miêu tả năm 1940.